# Мандельбройт, Шолем
Шо́лем Мандельбро́йт (фр. Szolem Mandelbrojt; 20 января 1899, Варшава — 23 сентября 1983, Париж) — французский математик, член Парижской Академии наук (1972); один из участников проекта Николя Бурбаки. В 1953 году был президентом Французского математического общества.
Родители — литовские евреи Соломон (Авром-Шлойме) Лейбович Мандельбройт (1852, Вильна — 1932, Варшава) и Мирл Иоселевна (Мирьям Осиповна) Рабинович (1856, Шавли — 1913, Варшава).
Обучался в Варшавском и Харьковском университетах, окончил последний под руководством Сергея Бернштейна. Продолжил обучение в Парижском университете (окончил в 1923 году), с 1929 года — профессор Университета Клермон-Ферран, с 1938 года профессор в Коллеж де Франс.
Директор серии «Международные математические монографии».
Основные работы в области:
- теории функций действительного и комплексного переменного,
- теории чисел,
- функционального анализа.

## Семья
- Племянник — французский и американский математик Бенуа Мандельброт.
- Сестра — Фаня Соломоновна Мандельбройт (16 марта 1894, Варшава — ?), училась в  Харьковском коммерческом институте и Харьковской зубоврачебной школе, в 1922 году эмигрировала в Париж, где окончила естественное отделение в Сорбонне. У него были также братья Шмуэл-Герц (1873, Вильна — ?), Арон (1875, Вильна — ?), Исаак (1875, Вильна — 1941, Белосток), Яков (1878, Вильна — ?), Израиль (1879, Вильна — 1922, Варшава), Карл (?—1951), сёстры Шейна (1881, Вильна — ?), Елена и Регина (1899, Варшава — 1931, там же, зубной врач).